# Blåhuvudkejsare
Blåhuvudkejsare (Pomacanthus xanthometopon) är en fiskart som först beskrevs av Bleeker, 1853.  Blåhuvudkejsare ingår i släktet Pomacanthus och familjen Pomacanthidae. IUCN kategoriserar arten globalt som livskraftig. Inga underarter finns listade.

## Bildgalleri

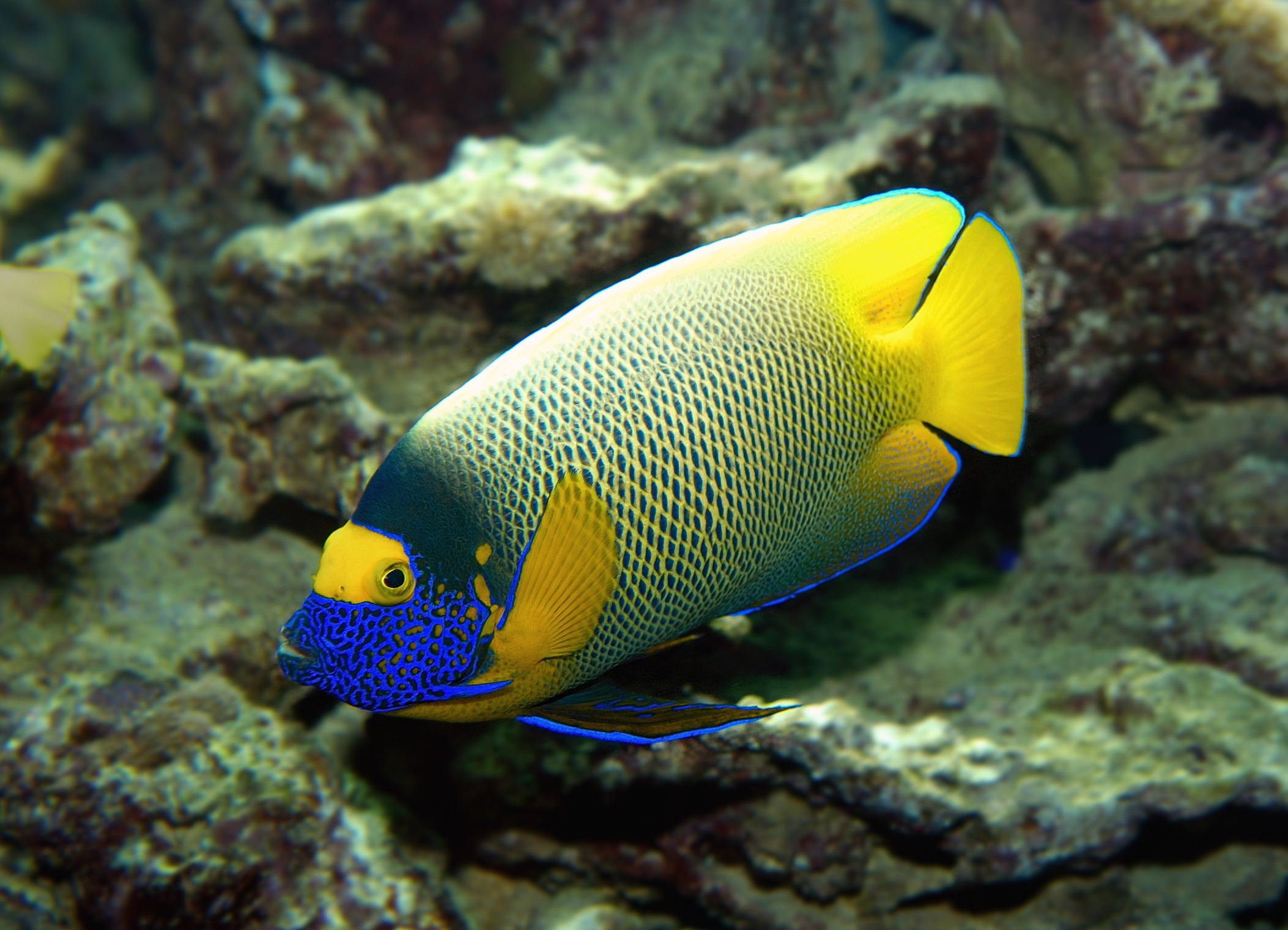
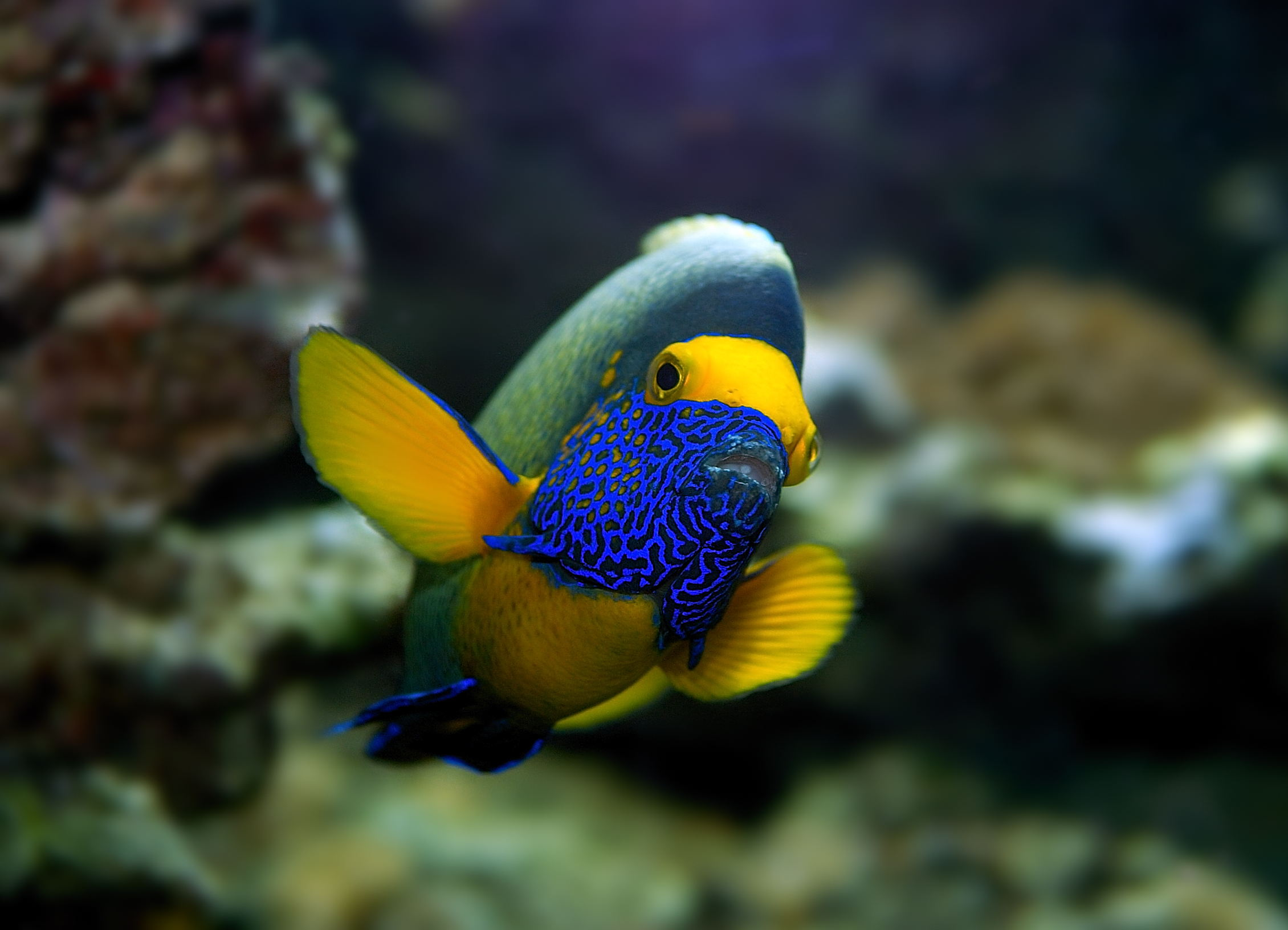
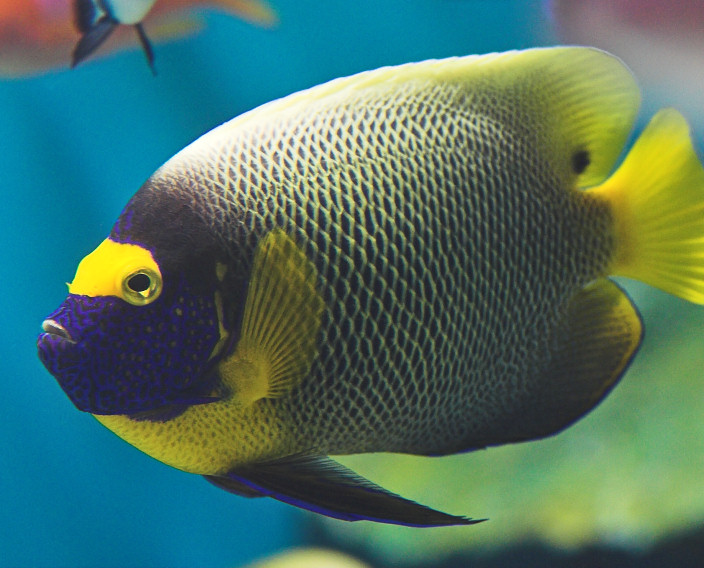
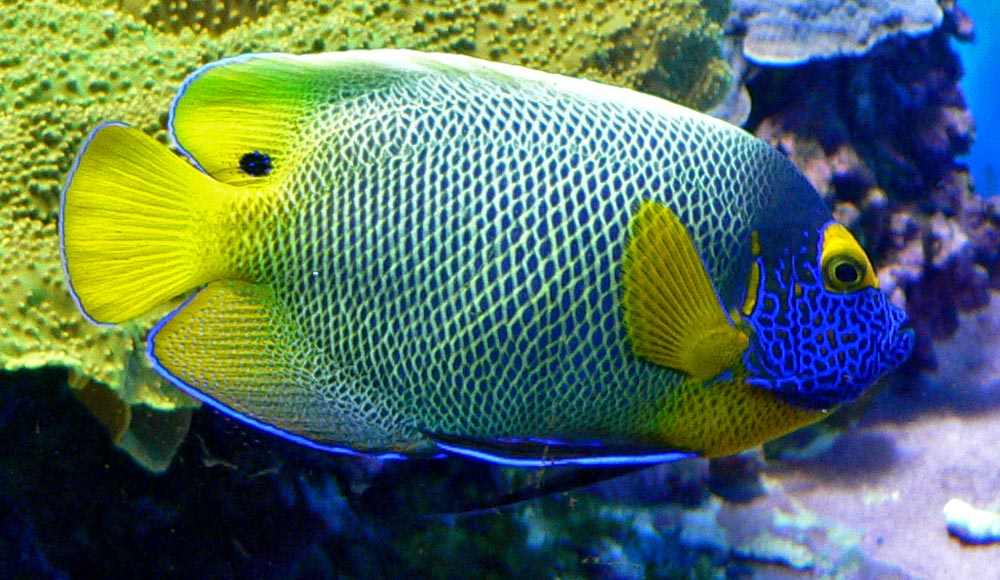